# Taxandria juniperina
Taxandria juniperina là một loài thực vật có hoa trong Họ Đào kim nương. Loài này được (Schauer) J.R.Wheeler & N.G.Marchant mô tả khoa học đầu tiên năm 2007.